# Cantieri Riuniti dell'Adriatico
Cantieri Riuniti Adriatico est un fabricant italien de l'industrie maritime et aéronautique actif de 1930 à 1966. Ce chantier est passé en 1984 sous contrôle de Fincantieri.

## Histoire
En 1930, le « Stabilimento Tecnico Triestino » basé à Trieste fusionne avec une autre société italienne, le « Cantiere Navale Triestino » de Monfalcone, formant Cantieri Riuniti dell'Adriatico (CRDA). Entre les deux guerres, la nouvelle société construit des croiseurs légers et lourds pour la Regia Marina (marine royale italienne) dont en 1932, le paquebot Conte di Savoia ainsi que 27 sous-marins.
Au cours de la Seconde Guerre mondiale, le chantier a construit deux cuirassés pour la Regia Marina, le Vittorio Veneto et la Roma.
Le CRDA a survécu à l'après-guerre et a continué à construire des navires commerciaux dans les années 1950 et 1960, ainsi que quelques navires de guerre.
En 1984, le CRDA est vendue au groupe Fincantieri, le premier constructeur de navires au monde.
Pour les régates olympiques de 1960, l'entreprise produit 55 voiliers Finn pour les épreuves individuelles qui ont eu lieu dans le golfe de Naples.

## Navires construits

### Sous-marins

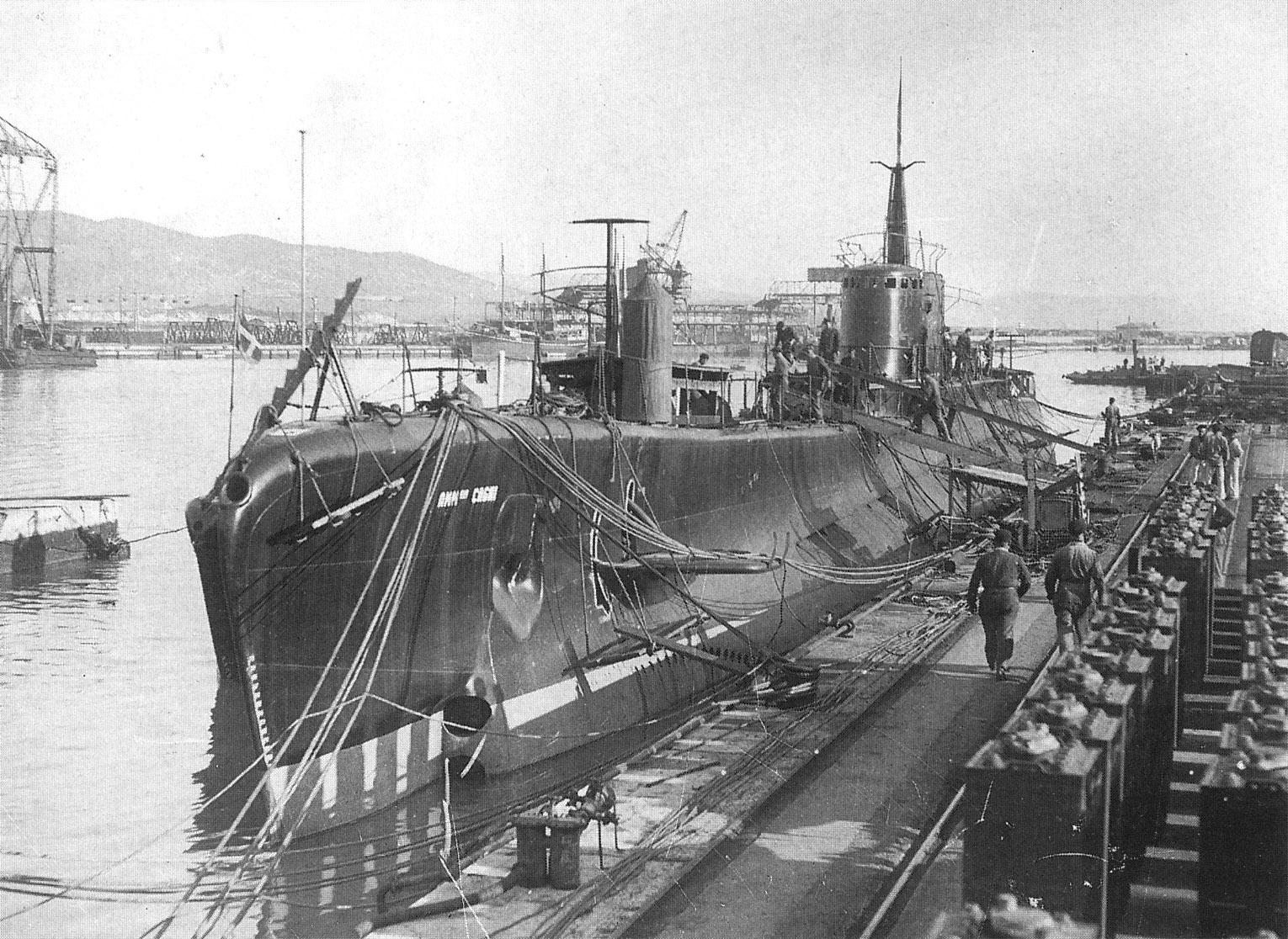
Le sous-marin Umberto Cagni en cours d'achèvement.

- Fratelli Bandiera, sous-marin classe Santarosa (ou encore classe Bandiera) ;
- Luciano Manara, sous-marin, classe Santarosa ;
- Argo, Velella, sous-marin, Classe Argo ;
- Simone Antonio Pacoret de Saint Bon, sous-marin, classe Ammiragli, lancé le 6 juin 1940 ;
- Umberto Cagni, sous-marin, classe Ammiragli, lancé le 20 juillet 1940 ;
- Enrico Millo, sous-marin, classe Ammiragli, lancé le  31 août 1940 ;
- Francesco Caracciolo, sous-marin, classe Ammiragli, lancé le 16 octobre 1940;
- Alabastro, sous-marin, Classe Platino, lancé le 18 décembre 1941
- Asteria,  sous-marin, Classe Platino, lancé le 25 juin 1941
- Avorio, sous-marin, Classe Platino, lancé le 6 septembre 1941
- Giada, sous-marin, Classe Platino, lancé le 10 juillet 1941
- Granito, sous-marin, Classe Platino, lancé le 7 août 1941
- Porfido, sous-marin, Classe Platino, lancé le 23 août 1941

### Navires

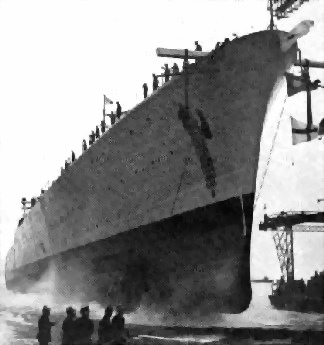
Le croiseur Giuseppe Garibaldi en construction (1936).

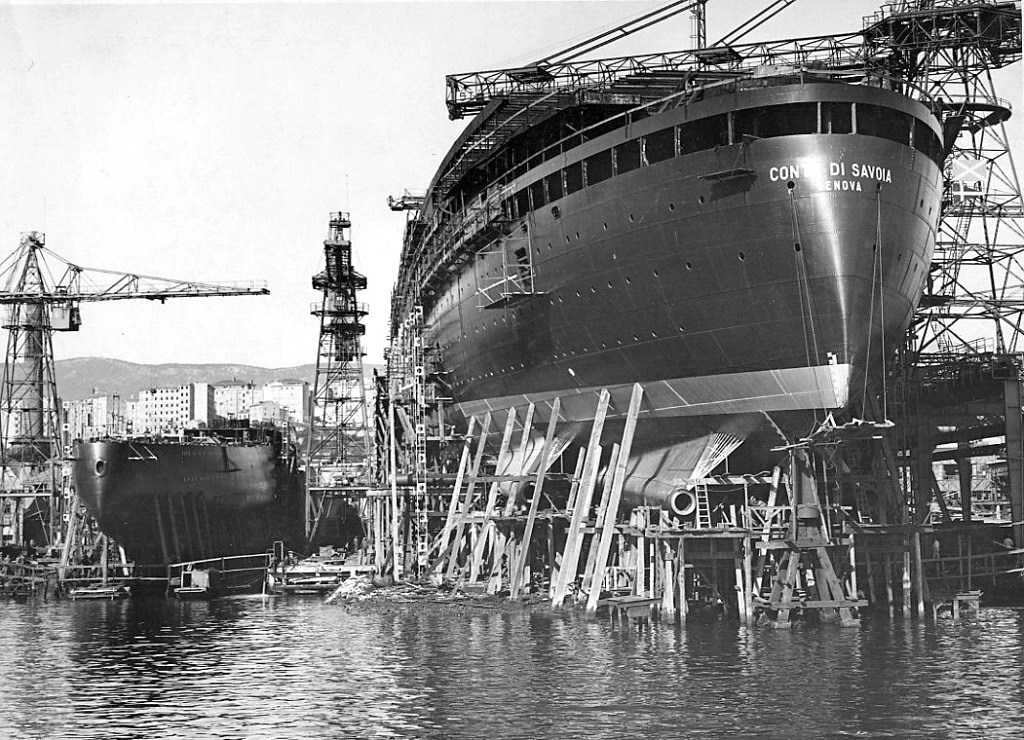
Le Luigi Cadorna et Comte di Savoia.

- Andrea Doria, cuirassé, classe Andrea Doria ;
- Artemide, corvette anti-sous-marine, classe Gabbiano, (1942 - 1943) ;
- Berenice, corvette anti-sous-marine, classe Gabbiano, (1942 - 1943) ;
- Luigi Cadorna, croiseur léger (1931 - 1951) ;
- Ciclone, torpilleur classe Ciclone (1er mars 1942 - 8 mars 1943 coulé par une mine dans le canal de Sicile) ;
- Chimera, corvette anti-sous-marine, classe Gabbiano, (1942 - 1971) ;
- Comandante Botti, contre-torpilleur classe Medaglie d'oro, non mis à l'eau ;
- Comandante Corsi, contre-torpilleur, classe Medaglie d'oro, non mis à l'eau ;
- Comandante Esposito, contre-torpilleur, classe Medaglie d'oro, non mis à l'eau ;
- Comandante Fiorelli, contre-torpilleur, classe Medaglie d'oro, non mis à l'eau ;
- Comandante Giannattasio, contre-torpilleur, classe Medaglie d'oro, non mis à l'eau ;
- Comandante Milano, contre-torpilleur, classe Medaglie d'oro, non mis à l'eau ;
- Comandante Novaro, contre-torpilleur, classe Medaglie d'oro, non mis à l'eau ;
- Comandante Ruta, , contre-torpilleur, classe Medaglie d'oro, non mis à l'eau ;
- Conte di Cavour, paquebot mis en service en 1911 à La Spezia, reconstruit aux Cantieri Riuniti dell'Adriatico en 1937, endommagé à Tarente en 1940, réparé et coulé en 1943 ;
- Danaide, corvette anti-sous-marine, classe Gabbiano (1942 - 1968) ;
- Dardanelli, mouilleur de mines, mis en service le 18 novembre 1925 et affecté à la Regia Marina jusqu'en 1938, année de cession à la marine vénézuélienne ;
- Driade, corvette anti-sous-marine, classe Gabbiano, (1942 - 1966) ;
- Egeria, corvette anti-sous-marine, classe Gabbiano, (1942 - 1943) ;
- Etna, croiseur anti-aérien (1942 - septembre 1943) ;
- Euridice, corvette anti-sous-marine, classe Gabbiano, (1943 non achevée) ;
- Euterpe, corvette anti-sous-marine, classe Gabbiano, (1942 - 1943) ;
- Fortunale, torpilleur, classe Ciclone (18 avril 1942, cédée à l'Union soviétique le 1er mars 1949 et renommée Z 17) ;
- Fenice, corvette anti-sous-marine, classe Gabbiano, (1942 - 1965) ;
- Flora, corvette anti-sous-marine, classe Gabbiano, (1942 - 1969) ;
- Giuseppe Garibaldi, croiseur léger, classe Condottieri (1936, reconstruit en 1957, reconverti en 1961 en croiseur lance-missiles à La Spezia. Navire amiral de la Marine militaire italienne) ;
- Melpomene, corvette anti-sous-marine, classe Gabbiano, (1942 - 1943) ;
- Minerva, corvette anti-sous-marine, classe Gabbiano, (1942 - 1969) ;
- Muzio Attendolo, croiseur léger, classe Condottieri, (1934 - coulé le 4 décembre 1942) ;
- Ostia, dragueur de mines (décembre 1925, en service en 1927, sabordé à Massaua, en avril 1941) ;
- Persefone, corvette anti-sous-marine, classe Gabbiano, (1942 - 1943) ;
- Pomona, corvette anti-sous-marine, classe Gabbiano, (1942 - 1965) ;
- Roma, cuirassé Classe Littorio (9 juin 1940 - coulé le 9 septembre 1943) ;
- Sfinge, corvette anti-sous-marine, classe Gabbiano, (1942 - 1975) ;
- Sibilla, corvette anti-sous-marine, classe Gabbiano, (1942 - 1971) ;
- Tersicore, corvette anti-sous-marine, classe Gabbiano, (1943, non complétée) ;
- Tifone, torpilleur classe Ciclone, 31 mars 1943, sabordé au large de Tunis le 7 mai 1943 ;
- Uragano, torpilleur classe Ciclone, 3 mai 1942, coulé par une mine le 3 février 1943 dans le canal de Sicile ;
- Urania, corvette anti-sous-marine, classe Gabbiano, (1942 - 1971) ;
- Venezia, explorateur, classe Venezia, (1912 - 1937) ;
- Vesuvio, croiseur anti-aérien, classe Etna (1941 - septembre 1943) ;
- Vittorio Veneto, navire de la classe Littorio (25 juillet 1937 et détruit selon les conventions de l'armistice).

## Branche aéronautique
La société sous le sigle CNT, puis CANT (« Cantieri Aeronautici e Navali Triestini ») basée à Monfalcone, a réalisé de nombreux avions civils et militaires.
Le premier qui a obtenu un certain succès est un biplan trimoteur CANT 6, suivi dans le domaine militaire par les modèles CANT 7 et CANT 18, utilisés à partir de 1923 dans les écoles de pilotage de la Regia Aeronautica et dans le civil par les CANT 10 et CANT 22, utilisés à partir de 1926 dans les transports.
Au début des années 1930, la société a été absorbée par la Società Aerea Mediterranea (SAM) elle-même absorbée en 1934 par la société d'État « Ala Littoria ».

### Avions construits

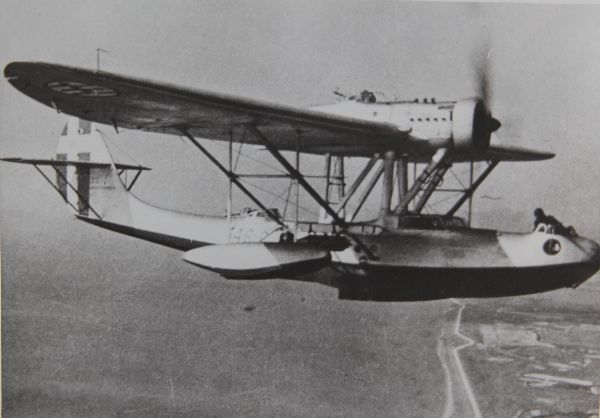
CANT Z.501

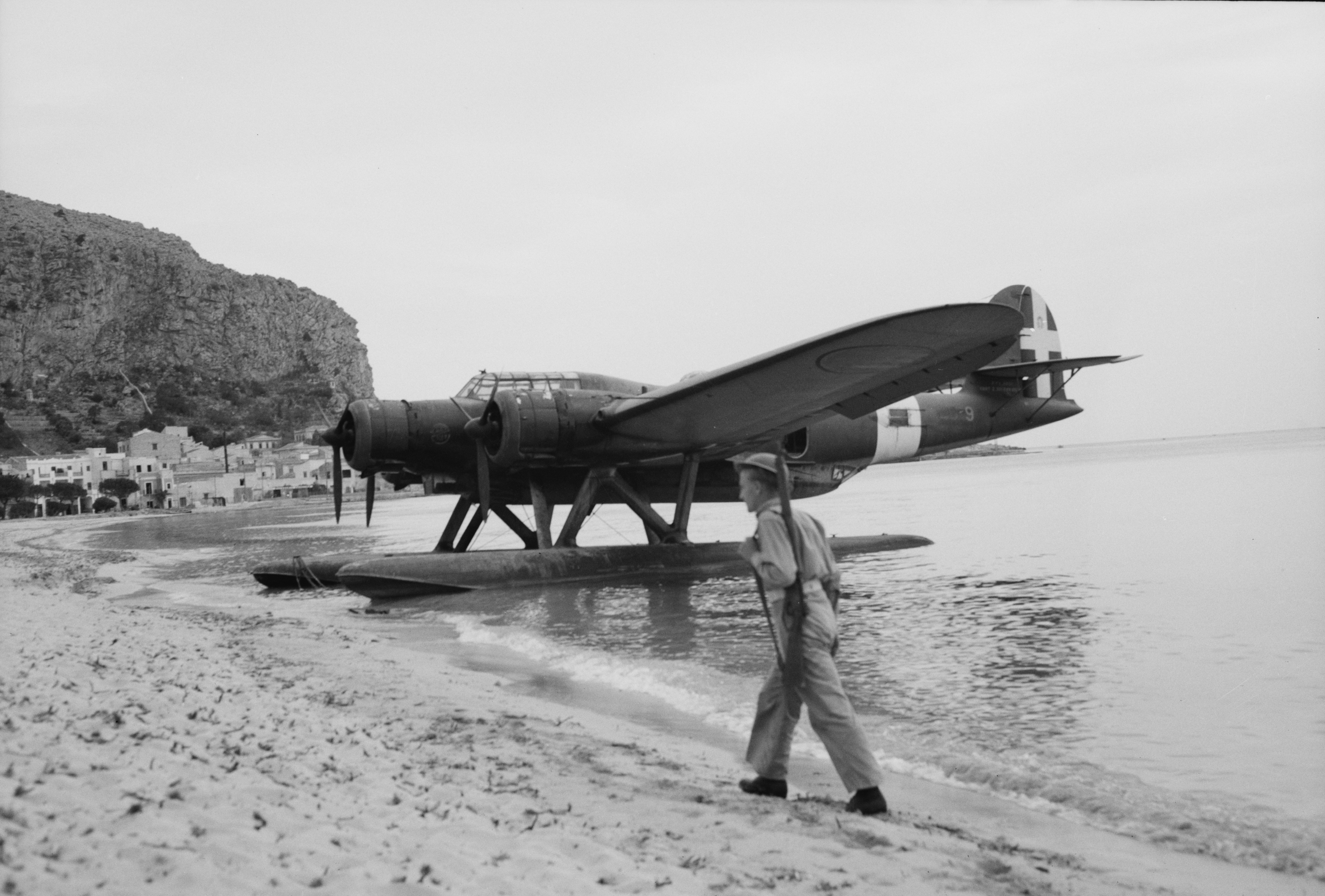
Hydravion CANT Z.506 sur une plage en Sicile.

- C.S.6 : prototype pour la Regia Aeronautica d'hydravion torpilleur multimoteur utilisé jusqu'en 1924.
- CNT II ou CNT 2 : projet d'Alessandro Guidoni en vue de participer à la  Coupe Schneider en 1925.
- CANT 6ter : version modifiée du précédent modèle pour le transport de passagers ;
- CANT 7 ou CNT 7 : similaire au CANT 12. En activité depuis 1924 jusqu'au milieu des années 1930.
- CANT 10 et CANT 10ter : hydravion à coque centrale de ligne biplan (1925 - 1931).
- CANT 10M.RI : hydravion de reconnaissance.
- CANT 11 : septembre 1924, avion réalisé pour participer à la Coupe Schneider.
- CANT 12 : hydravion biplan, bimoteur à coque centrale (1925).
- CANT 13 : avion amphibie biplace à coque centrale monomoteur, jusqu'en 1925.
- CANT 18 et CANT 18bis : hydravion d'entraînement, biplan à coque centrale (1926-1944).
- CANT 22
- CANT 25
- CANT 26
- CANT 36
- CANT Z.501 : hydravion à coque monomoteur conçu par Filippo Zappata, comme tous les modèles suivants possédant Z dans leur sigle.
- CANT Z.506 : hydravion monoplan trimoteur produit à partir de 1935
- CANT Z.508
- CANT Z.509
- CANT Z.511 : plus grand hydravion à flotteurs de l'Histoire.
- CANT Z.515
- CANT Z.1007
- CANT Z.1010
- CANT Z.1011
- CANT Z.1012
- CANT Z.1018

## Source
- (it) Cet article est partiellement ou en totalité issu de l’article de Wikipédia en italien intitulé « Cantieri Riuniti dell'Adriatico » (voir la liste des auteurs).